# Distretto di Aucallama
Il distretto di Aucallama è un distretto del Perù appartenente alla provincia di Huaral, nella regione di Lima. È ubicato a nord della capitale peruviana.
Si estende per 150,11 km², a 43 metri sul livello del mare.
La capitale è Aucallama.